# Ligny-lès-Aire

Ligny-lès-Aire este o comună în departamentul Pas-de-Calais, Franța. În 1 ianuarie 2022 avea o populație de 564 de locuitori.